# 勝央サービスエリア
勝央サービスエリア（しょうおうサービスエリア）は、岡山県勝田郡勝央町にある中国自動車道のサービスエリアである。
上り線は同町福吉、下り線は同町勝間田に位置する。かつて下り線は、レストランが24時間営業でショッピングコーナーが非24時間営業で運営していた。

## 道路
- E2A 中国自動車道

## 施設

### 上り線（大阪方面）
- 駐車場
  - 大型 20台
  - 小型 82台
  - 二輪 8台
  - トレーラー 3台
  - 車椅子用駐車場 有
- トイレ [1]
  - 男性 大3（和式1・洋式2）・小9
  - 女性 11（和式1・洋式10）
  - 車椅子用 1
- ガソリンスタンド（出光興産（エネクスフリート）、24時間）
2008年3月31日までエクソンモービル（Mobil）（加西商事(株)）であった。その後、コーナンフリート(株)が運営していた。
※佐用JCTから鳥取自動車道へ向かう場合、当給油所が最終となる。
- 電気自動車用急速充電器（24時間）：要事前登録
- レストラン（三好野本店、11:00 - 21:00）
- スナック（三好野本店、24時間）
- ショッピング（三好野本店、24時間）
- 自動販売機
- 携帯電話充電器（24時間）
- インフォメーション・FAXサービス（9:00 - 17:00）
- ハイウェイ情報ターミナル
- ドッグラン

### 下り線（広島方面）
- 駐車場
  - 大型 20台
  - 小型 96台
  - 二輪 4台
  - トレーラー 3台
  - 車椅子用駐車場 有
- トイレ [1]
  - 男性 大3（和式1・洋式2）・小9
  - 女性 11（和式1・洋式10）
  - 車椅子用 1
- ガソリンスタンド（apollostation（(株)吉田石油店）、24時間）
  - 以前は中国ハイウェー観光(株)が運営していた。
  - この先、夜間において米子自動車道に給油所はなく（蒜山高原SAは7:00〜20:00の営業）、中国自動車道は約140km先の七塚原SAまでない（大佐SAは7:00〜22:00の営業）。
- 電気自動車用急速充電器（24時間）：要事前登録
- レストラン（三好野本店、7:00 - 21:00）
- スナック（三好野本店、24時間）
- ショッピング（三好野本店、24時間）
- 自動販売機
- 携帯電話充電器（24時間）
- インフォメーション・FAXサービス（9:00 - 17:00）
- ハイウェイ情報ターミナル

## 隣
E2A 中国自動車道
(12)美作IC/BS - (12-1)勝央JCT - 勝間田BS - 勝央SA - (13)津山IC/BS